# Pfons
Pfons is een plaats en voormalige gemeente in het district Innsbruck Land van de Oostenrijkse deelstaat Tirol.
Pfons ligt in het noordelijke deel van het Wipptal, ten oosten van de Sill, en grenst aan Matrei am Brenner. Pfons deelt zijn infrastructuur voor een groot deel met Matrei en Mühlbachl. Bij Pfons buigt de oude zoutstraat via Ellbögen af naar Hall. In het uitgestrekte gemeentegebied liggen de woonkernen op het oostelijke terras van Wipptal tot aan het Navistal. De bij de gemeente horende kernen zijn Haslachsiedlung, Rossiggengasse, Schöfens, Ried, Gedeir, Oberpfons (Obpfons), Pfons, Bergstein, Wiesengrund, Waldfrieden, Römerweg.

## Geschiedenis
De herkomst van de naam Pfons is onduidelijk. De naam is óf afkomstig van phanes of fanes, wat berghelling betekent, óf van pons, wat brug betekent. In 1030 werd Phunzun voor het eerst vermeld, in 1177 duikt voor het eerst de naam Phanes op. Sinds 1811 is Pfons een zelfstandige gemeente. Bij een volksreferendum werd een samenvoeging van de gemeente met de gemeenten Matrei en Mühlbachl in 1974 afgewezen. Op 1 januari 2022 ging Pfons alsnog samen met deze beide gemeenten.
In het gemeentegebied werd vroeger het Matreier marmer (ook wel Matreier serpentijn genoemd) gewonnen. Dit gesteente is onder andere in veel Tiroler kerken gebruikt als versiering.
- Gemeinsame Normdatei: 4527283-9
- Virtual International Authority File: 236554594